# 人狼〜嘘つきは誰だ?〜
『人狼〜嘘つきは誰だ?〜』（じんろう うそつきはだれだ）は、フジテレビと一部のフジテレビ系列局で2013年から2014年の間に放送されていたゲームバラエティ番組である。全6回放送。

## 概要
「汝は人狼なりや?」をベースとし、市民の中に紛れ込んだ狼（人狼）を当てる疑心暗鬼の心理トークゲームバトルに芸能人が数名出演して展開されるゲーム番組。特別編を含む全8回の放送。
プレイヤーは「市民チーム」と「人狼チーム」に分かれ、話し合いながら多数決で追放者を決める。市民はプレイヤー内に潜んでいる人狼を特定し、全滅させることで勝利となる。人狼は夜のターンになると、プレイヤーを一人ずつ襲撃して排除することができ、最終的に人狼と同数にすることで勝利することができる。それまでに市民チームは、人狼を探し当てる必要がある。
また、同時期の2013年の3月からはTBS系列にて特別番組『ジンロリアン〜人狼〜』が放送されており、同時期に2局で人狼ゲームが放送されていた。

## 役職

### 市民チーム
市民チームの勝利条件は、人狼の全滅である(裏切り者は残っていても良い)。
市民
何も能力を持たない一般の市民。夜のターンに人狼と疑わしい人物を1人指定する。
占い師
夜のターンにプレイヤーの中から1人を指定し、そのプレイヤーが人狼か否か知ることができる（役職が何であるかは分からない）。
騎士
夜のターンにプレイヤーの中から1人を指定し、そのプレイヤーを人狼の襲撃から守ることができる（自分自身を守ることはできない）。
霊媒師
若手芸人大会(スピンオフ動画)にて追加。前日に追放されたプレイヤーが人狼か否か知ることができる（役職が何であるかは分からない）。

### 人狼チーム
人狼チームの勝利条件は、人狼以外の人物(裏切り者を含む)を人狼と同数まで減らすことである。
人狼
市民に化けた狼であり、市民を襲撃し餌食にするのが目的である。仲間の人狼を全て把握しており、協力して市民チームと戦う。夜のターンに人狼以外のプレイヤーを1人指定し、襲撃することができる。
裏切り者
village5より追加。人狼チームが勝利するように市民を混乱させる事が目的。但し裏切り者は誰が人狼か分からず、人狼も誰が裏切り者かは分からない。占いでは人狼ではないと判定され、人狼に襲撃された場合は餌食になる。ゲーム中は市民側の人数にカウントされるが、人狼が勝利した場合に裏切り者も勝利となる。

## ゲームの進行
ゲーム開始前
各プレイヤーの手元のモニターに1人ずつ自分のキャスト（役職）が教えられる。「人狼」の場合は他の人狼が誰かも同時に告知される。
朝のターン
全員で誰が怪しいかを議論する「追放会議」を行う。議論の時間はターンごとに変わる。
追放投票
全員が手元のボタンで一斉に投票後開票。最も多く得票された人が「追放」となり、自動的にゲーム上から椅子ごと退場させられる。
最多得票者が複数出た場合は「再追放会議」を1分間行い、改めて投票を行う。投票先は最多得票者のみ。投票権があるのは第1回では最多得票者以外、第2回以降では全員に与えられる。
夜のターン
夜のターンでは各自手元のボタンを押すことによって効果を発動できる。
- 人狼は誰かを指定し「餌食」にすることができる。人狼が2匹ともいる場合は先に夜のアクションを行う人狼は誰を餌食にしたいか投票し、後に行う人狼がその投票を元に最終決定を下す。
- 占い師は誰かを指定し、そのプレイヤーが人狼か人狼でないかを知ることができる。
- 騎士は誰かを指定し、そのプレイヤーを人狼の襲撃から守ることができる。（ただし、騎士は誰が人狼なのか分からないので、人狼を守ってしまう可能性もあり得る。人狼の襲撃を阻止した場合は、守ったプレイヤーが人狼ではないことは分かるが役職までは分からない。）
- 市民は現時点で怪しいと思うプレイヤー1人を選ぶ。一番怪しいと思われた人物は朝ターンで発表される。
- 裏切り者は市民と同様に怪しいと思うプレイヤー1人を選ぶ。（ただし、市民側をかく乱するために人狼だと疑われやすい市民を選ぶ必要がある。）

襲撃されたプレイヤーは暗転時に退場させられ、直後に餌食となったプレイヤーの名前と、そのプレイヤーが人狼ではなかった事がアナウンスされる。但し騎士が人狼の襲撃を阻止した場合は「餌食」を免れ、人狼の襲撃から守った事がアナウンスされる（誰への襲撃を阻止したかまでは公表されない）。この場合、騎士の存在を全プレイヤーが確認できることになる。
以下、朝のターンと夜のターンを繰り返してゲームを進める。

### 勝利条件
- 市民側は追放会議で人狼を全て追放できれば勝利となる。
- 人狼側は残存する人狼と市民(裏切り者を含む)が同数になれば勝利となる（2匹生存時は4人、1匹生存時は2人の時に決着となる）。判断は以下の時点で行われる。
  - 追放会議によって市民を追放し、同数になったとき。
  - 騎士が生存していながら、人狼によって市民が餌食となり同数になったとき。
  - 既に騎士が追放および餌食となって生存せず、夜ターンで確実に市民1人が餌食となり、それによって人狼と市民の数が同数になることが確定したとき。

## 放送詳細
village01（第1回）
- 放送日時：2013年3月28日（木曜日）0:45 - 1:45
  - 再放送：2013年6月10日（月曜日）2:20 - 3:20
- プレイヤー：8人（市民×4人、占い師×1人、騎士×1人、人狼×2匹）

| プレイヤー |
| --- |
| - 矢作兼（おぎやはぎ） - 杉村太蔵 - 光浦靖子（オアシズ） - 狩野英孝 - 後藤輝基（フットボールアワー） - 小木博明（おぎやはぎ） - 吉木りさ - クリス松村 |

village02（第2回）
- 放送日時：2013年5月18日（土曜日）1:05 - 2:05
- プレイヤー：9人（市民×5人、占い師×1人、騎士×1人、人狼×2匹）

| プレイヤー |
| --- |
| - 土田晃之 - YOU - 中尾明慶 - 伊達みきお（サンドウィッチマン） - 浜谷健司（ハマカーン） - ラブリ - 山里亮太（南海キャンディーズ） - 狩野英孝 - 木南晴夏 |

village03（第3回）
- 放送日時：2013年5月25日（土曜日）1:15 - 2:45
- プレイヤー：9人（市民×5人、占い師×1人、騎士×1人、人狼×2匹）

| プレイヤー |
| --- |
| - 矢作兼（おぎやはぎ） - 谷村美月 - 渡部建（アンジャッシュ） - 松尾諭 - 小木博明（おぎやはぎ） - マギー - 田中卓志（アンガールズ） - 博多大吉（博多華丸・大吉） - DaiGo |

village04（第4回）
- 放送日時：2013年6月24日（月曜日）22:30 - 23:48
- プレイヤー9人（市民×5人、占い師×1人、騎士×1人、人狼×2匹）×2組

| プレイヤー（第1バトル） | プレイヤー（第2バトル） |
| --- | --- |
| - 長野美郷 - 千原ジュニア（千原兄弟） - 嗣永桃子（Berryz工房） - スギちゃん - 浜谷健司（ハマカーン） - 北村晴男 - 後藤輝基（フットボールアワー） - 鈴木紗理奈 - 岡田圭右（ますだおかだ） | - 平愛梨 - 小島よしお - KABA.ちゃん - 矢作兼（おぎやはぎ） - 小島瑠璃子 - 山本裕典 - 大久保佳代子（オアシズ） - 小木博明（おぎやはぎ） - 狩野英孝 |

village4.1（特別編）
- 放送日時：2013年9月14日（土曜日）1:05 - 2:05
- village04（第4回）の地上波未放送・未配信対戦を放送。

| プレイヤー（第1バトル） | プレイヤー（第2バトル） |
| --- | --- |
| - 平愛梨 - 小島よしお - KABA.ちゃん - 矢作兼（おぎやはぎ） - 小島瑠璃子 - 山本裕典 - 大久保佳代子（オアシズ） - 小木博明（おぎやはぎ） - 狩野英孝 | - 長野美郷 - 千原ジュニア（千原兄弟） - 嗣永桃子（Berryz工房） - スギちゃん - 浜谷健司（ハマカーン） - 北村晴男 - 後藤輝基（フットボールアワー） - 鈴木紗理奈 - 岡田圭右（ますだおかだ） |

village05（第5回）
- 放送日時：2014年3月8日（土曜日）1:30 - 2:45
- 5.1chサラウンド対応 ハイブリッドキャスト対応
- プレイヤー9人（市民×4人、占い師×1人、騎士×1人、人狼×2匹、裏切り者×1人）

| プレイヤー |
| --- |
| - 田村淳（ロンドンブーツ1号2号） - 水野美紀 - 有野晋哉（よゐこ） - 浜谷健司（ハマカーン） - 山﨑賢人 - 狩野英孝 - 小島瑠璃子 - 吉村崇（平成ノブシコブシ） - 森山直太朗 |

village5.1（特別編）
- 放送日時：2014年3月22日（土曜日）1:35 - 2:35
- village05（第5回）の地上波未放送・未配信・キャスト非公開対戦を放送
- プレイヤー9人（市民×4人、占い師×1人、騎士×1人、人狼×2匹、裏切り者×1人）

| プレイヤー |
| --- |
| - 田村淳（ロンドンブーツ1号2号） - 水野美紀 - 有野晋哉（よゐこ） - 浜谷健司（ハマカーン） - 山﨑賢人 - 狩野英孝 - 小島瑠璃子 - 吉村崇（平成ノブシコブシ） - 森山直太朗 |

village06（第6回）
- 放送日時：2014年10月8日（水曜日）1:00 - 2:30
- プレイヤー9人（市民×4人、占い師×1人、騎士×1人、人狼×2匹、裏切り者×1人）

| プレイヤー |
| --- |
| - 田村淳（ロンドンブーツ1号2号） - ハリー杉山 - 矢作兼（おぎやはぎ） - 伊藤綾子 - 北村晴男 - 狩野英孝 - 神保悟志 - 小木博明（おぎやはぎ） - 中村静香 |

## データ放送・ハイブリッドキャスト連動
- village01からデータ放送による連動として、ルール説明やプレイヤーの状況が表示されるようになっている。
- village04からは「追放者予想クイズ」を実施（特別編を除く）。朝ターンの会議を視聴し、その日の会議で追放されると思う人物を当てる。正解率に応じて与えられるキーワードにより「お見事動画」「イマイチ動画」「ガッカリ動画」を放送終了後から24時間の間に視聴することができる。
- village05からはハイブリッドキャストに対応。対応しているテレビで視聴しながら端末を操作することで、プレイヤーのプロフィールなどを見ることができる。また、コラボCMではゲームに挑戦することができ、好成績者にはプレゼントが与えられる。

### オンデマンド配信
放送終了直後から放送された回および過去の放送回、ならびに未公開動画をフジテレビオンデマンドにて有料で視聴することができる（village01未公開動画のみ無料配信）。

## カードゲーム
オフィシャルカードゲームとして2013年8月10日に発売。
ルールおよびカードの絵柄は番組準拠だが、オリジナル役職も含まれており、最大30人（別途ゲームマスター1人）でプレーすることができる。

### 市民チーム
「市民」「占い師」「騎士」「霊媒師」は番組準拠。
双子
2人1組の役職。お互いを市民として認識することができる。ここにおいては第3陣営ではない。
なりきり騎士
通常の騎士と同様、夜ターンにて他のプレイヤー1人を指名し護衛することができる。但し護衛したプレイヤーが人狼の襲撃対象になった場合、護衛されたプレイヤーは生存するが、自分が代わりに餌食となる。
感染者
人狼に襲撃された場合、その時点で残っている人狼のうち番号が一番若い人狼も道連れにする。
道連れピエロ
いわゆる「猫又」。追放か襲撃された場合、誰か1人を指定し道連れにする。
呪われし者
市民チームだが、占われた場合に餌食となる。(同名役職で襲撃されると人狼化するものもある)
病弱
ゲーム開始時の人狼数+1日目の夜ターンを迎えた時点で「餌食」となる。
冷徹な議長
朝ターンにて1度だけ役職カードを公開することで追放会議を打ち切り、自らが指定した1人を追放できる。
毛深き労働者
市民チームだが、占われた場合「人狼」と判定される。
屈強な船乗り
人狼に襲撃された場合、その日の夜は生存できるが、翌日夜に「餌食」という判定となる。
占い師の弟子
占い師がゲームから消えた場合、代わりに「占い師」となって能力を利用できる。
暗殺者
夜ターンに1名を指定し「暗殺」することができる。この効果は騎士・なりきり騎士の護衛効果を受けない。
狙われる市民
特殊役職。ゲーム開始時は市民としてカウントされるが、襲撃を受けると「人狼」となる。
人狼の子
特殊役職。ゲーム開始時は市民としてカウントされるが、ゲーム開始時の人狼の数+1日目の夜に「人狼」となる。
闇医者
後述する「競技人狼」上位入賞者に与えられたスペシャルカード。夜ターンに1人を指名し、「感染者」か「病弱」であれば「市民」にすることができる。また「屈強な船乗り」が襲撃された場合、襲撃当日か翌日の夜までに指名すれば「餌食」を回避できる。「感染者」を人狼が襲撃した当夜に治療した場合は人狼のみ脱落する。

### 人狼チーム
「人狼」「裏切り者」は番組準拠。また、人狼には1～5までの数字が割り振られている。
妖術師
夜ターンに1人を指名し、その人の役職を知ることができる。人狼とはお互いに知ることができる。但し占われると「餌食」となる。役職・勝利判定は「市民」として行う。

### 第三勢力
狐憑き
市民・人狼のどちらかが勝利条件を満たした際に生存していれば一人勝ちとなる。襲撃されても「餌食」とはならないが、占い師・妖術師に占われた場合は「餌食」となる。

## 競技人狼
番組をベースに、ポイント制を導入し「競技として人狼ゲーム」を開催する試み。ホームページにて参加者が募られ、2014年3月1日に「競技人狼 village01『お台場カップ』」として開催された。
競技人狼では各プレイヤーの行動に対しポイントがつけられ、自勢力に有利な行動や生き残ればプラスポイント、不利な行動をすればマイナスポイントがつけられ、1ゲームごとに得点を精算。数ゲーム行い合計得点で順位を競った。上位入賞者には番組カードゲームで使用できる特製カードがプレゼントされた。

## スタッフ
第5回時点でのスタッフ。
- ナレーション：服部潤
- 天の声：福原直英（フジテレビアナウンサー）
- 構成：堀由史、石館光太郎、木村圭太、水野としあき、佐藤大地
- TD／SW：石田智男
- カメラ：上田容一郎
- VE：池川秀彦
- 音声：福田暁史
- 照明：小林敦洋
- CG：鈴木鉄平
- キャラクターデザイン：川崎正裕
- 編集：齊藤禎丈、新居和弘、渡邊実、古屋卓、山下大樹、岩田明大、坂井美咲、小川将司、多田涼
- MA：山岸慎一郎、小林由愛子
- 音効（第4回まで音響効果と表記）：高取謙（Thee BLUE BEAT）
- 美術プロデュース：古江学
- デザイン：邨山直也
- 美術進行：矢野雄一郎
- 大道具：山寺宏幸
- アクリル装飾：斉藤祐介
- 電飾：栢本大輔
- 装飾：門間誠
- 植木装飾：後藤健
- 視覚効果：中溝雅彦
- メイク：山田かつら
- 広報：加藤麻衣子
- 制作協力：スタジオアルタ
- 技術協力：fmt、共同テレビジョン、サンフォニックス、デジデリック、ライスフィールド、マルチバックス、IMAGICA
- WEB制作：上島和也（株式会社シマヲ）
- データ放送：勝又隆行、山田博昭
- ハイブリッドキャスト制作：副島史郎、若狭正生
- コンテンツ開発協力：株式会社シマヲ、株式会社フジミック、株式会社トマデジ
- 協力プロデューサー：小池一洋、塩原充顕、廣野二郎、小松勇介
- TK：江野澤郁子
- デスク：福田有岐
- AP：原田このみ、中村祥子（中村→第4回までデスク）
- FD：黒田源治
- ディレクター：花立慎一／佐藤宗大、鈴木靖広、伊東英剛、森口秀太、片山雄貴（片山→第4回までAD）
- 演出：石岡孝利
- 企画・プロデューサー：双川正文
- スペシャルサンクス：すべての人狼ファンの皆様
- 制作：フジテレビバラエティ制作部
- 制作著作：フジテレビ

### 過去のスタッフ
- TD／SW：勝村信之（第4回）
- 編集：三谷光、山崎洋（三谷・山崎→第4回）
- 視覚効果：菅谷守（第4回）
- データ放送：川中祥行（第4回）
- AD：芝俊明（第4回）

## ネット局

### 第1回
| 放送対象地域   | 放送局              | 系列           | 放送日時                    | 遅れ日数  |
| -------------- | ------------------- | -------------- | --------------------------- | --------- |
| 関東広域圏     | フジテレビ(CX)      | フジテレビ系列 | 2013年3月28日 0:45 - 1:45   | 制作局    |
| 福岡県         | テレビ西日本(TNC)   | フジテレビ系列 | 2013年5月18日 13:00 - 13:55 | 52日遅れ  |
| 中京広域圏     | 東海テレビ(THK)     | フジテレビ系列 | 2013年5月26日 2:22 - 3:22   | 59日遅れ  |
| 佐賀県         | サガテレビ(STS)     | フジテレビ系列 | 2013年6月3日 0:25 - 1:25    | 67日遅れ  |
| 広島県         | テレビ新広島(TSS)   | フジテレビ系列 | 2013年6月7日 1:30 - 2:30    | 71日遅れ  |
| 北海道         | 北海道文化放送(UHB) | フジテレビ系列 | 2013年6月15日 1:40 - 2:40   | 79日遅れ  |
| 近畿広域圏     | 関西テレビ(KTV)     | フジテレビ系列 | 2013年6月23日 1:35 - 2:30   | 87日遅れ  |
| 日本全域       | フジテレビONE       | CS放送         | 2013年6月20日 18:00 - 18:50 | 85日遅れ  |
| 青森県         | 青森テレビ(ATV)     | TBS系列        | 2013年7月10日 0:28 - 1:28   | 104日遅れ |
| 島根県・鳥取県 | 山陰中央テレビ(TSK) | フジテレビ系列 | 2013年8月3日 1:05 - 2:05    | 128日遅れ |

### 第2回
| 放送対象地域   | 放送局                  | 系列                                         | 放送日時                     | 遅れ日数  |
| -------------- | ----------------------- | -------------------------------------------- | ---------------------------- | --------- |
| 関東広域圏     | フジテレビ(CX)          | フジテレビ系列                               | 2013年5月18日 1:05 - 2:05    | 制作局    |
| 中京広域圏     | 東海テレビ(THK)         | フジテレビ系列                               | 2013年6月1日 1:55 - 2:55     | 14日遅れ  |
| 広島県         | テレビ新広島(TSS)       | フジテレビ系列                               | 2013年6月14日 1:30 - 2:30    | 27日遅れ  |
| 日本全域       | フジテレビONE           | CS放送                                       | 2013年6月21日 18:00 - 19:20  | 35日遅れ  |
| 福岡県         | テレビ西日本(TNC)       | フジテレビ系列                               | 2013年6月24日 1:40 - 2:40    | 37日遅れ  |
| 宮崎県         | テレビ宮崎(UMK)         | フジテレビ系列 日本テレビ系列 テレビ朝日系列 | 2013年7月9日 0:53 - 1:53     | 52日遅れ  |
| 青森県         | 青森テレビ(ATV)         | TBS系列                                      | 2013年7月17日 23:58 - 24:58  | 61日遅れ  |
| 佐賀県         | サガテレビ(STS)         | フジテレビ系列                               | 2013年9月7日 15:55 - 16:55   | 123日遅れ |
| 岡山県・香川県 | 岡山放送(OHK)           | フジテレビ系列                               | 2013年9月25日 0:35 - 1:35    | 140日遅れ |
| 岩手県         | 岩手めんこいテレビ(mit) | フジテレビ系列                               | 2013年10月7日 1:50 - 2:50    | 149日遅れ |
| 宮城県         | 仙台放送(OX)            | フジテレビ系列                               | 2013年10月12日 1:35 - 2:35   | 154日遅れ |
| 秋田県         | 秋田テレビ(AKT)         | フジテレビ系列                               | 2013年10月12日 15:00 - 16:00 | 155日遅れ |

### 第3回
| 放送対象地域   | 放送局            | 系列                                         | 放送日時                    | 遅れ日数  |
| -------------- | ----------------- | -------------------------------------------- | --------------------------- | --------- |
| 関東広域圏     | フジテレビ(CX)    | フジテレビ系列                               | 2013年5月25日 1:15 - 2:45   | 制作局    |
| 中京広域圏     | 東海テレビ(THK)   | フジテレビ系列                               | 2013年6月10日 1:55 - 3:25   | 16日遅れ  |
| 広島県         | テレビ新広島(TSS) | フジテレビ系列                               | 2013年6月20日 1:45 - 3:15   | 27日遅れ  |
| 日本全域       | フジテレビONE     | CS放送                                       | 2013年6月22日 18:00 - 19:40 | 29日遅れ  |
| 近畿広域圏     | 関西テレビ(KTV)   | フジテレビ系列                               | 2013年6月24日 0:44 - 2:12   | 30日遅れ  |
| 宮崎県         | テレビ宮崎(UMK)   | フジテレビ系列 日本テレビ系列 テレビ朝日系列 | 2013年7月23日 0:53 - 2:23   | 59日遅れ  |
| 岡山県・香川県 | 岡山放送(OHK)     | フジテレビ系列                               | 2013年9月26日 1:05 - 2:05   | 124日遅れ |

### 第4回
| 放送対象地域   | 放送局                  | 系列                                         | 放送曜日・時間              | 遅れ日数   |
| -------------- | ----------------------- | -------------------------------------------- | --------------------------- | ---------- |
| 関東広域圏     | フジテレビ(CX)          | フジテレビ系列                               | 2013年6月24日 22:30 - 23:48 | 同時ネット |
| 北海道         | 北海道文化放送(UHB)     | フジテレビ系列                               | 2013年6月24日 22:30 - 23:48 | 同時ネット |
| 岩手県         | 岩手めんこいテレビ(MIT) | フジテレビ系列                               | 2013年6月24日 22:30 - 23:48 | 同時ネット |
| 宮城県         | 仙台放送(OX)            | フジテレビ系列                               | 2013年6月24日 22:30 - 23:48 | 同時ネット |
| 秋田県         | 秋田テレビ(AKT)         | フジテレビ系列                               | 2013年6月24日 22:30 - 23:48 | 同時ネット |
| 山形県         | さくらんぼテレビ(SAY)   | フジテレビ系列                               | 2013年6月24日 22:30 - 23:48 | 同時ネット |
| 福島県         | 福島テレビ(FTV)         | フジテレビ系列                               | 2013年6月24日 22:30 - 23:48 | 同時ネット |
| 新潟県         | 新潟総合テレビ(NST)     | フジテレビ系列                               | 2013年6月24日 22:30 - 23:48 | 同時ネット |
| 長野県         | 長野放送(NBS)           | フジテレビ系列                               | 2013年6月24日 22:30 - 23:48 | 同時ネット |
| 静岡県         | テレビ静岡(SUT)         | フジテレビ系列                               | 2013年6月24日 22:30 - 23:48 | 同時ネット |
| 富山県         | 富山テレビ(BBT)         | フジテレビ系列                               | 2013年6月24日 22:30 - 23:48 | 同時ネット |
| 石川県         | 石川テレビ(ITC)         | フジテレビ系列                               | 2013年6月24日 22:30 - 23:48 | 同時ネット |
| 福井県         | 福井テレビ(FTB)         | フジテレビ系列                               | 2013年6月24日 22:30 - 23:48 | 同時ネット |
| 中京広域圏     | 東海テレビ(THK)         | フジテレビ系列                               | 2013年6月24日 22:30 - 23:48 | 同時ネット |
| 近畿広域圏     | 関西テレビ(KTV)         | フジテレビ系列                               | 2013年6月24日 22:30 - 23:48 | 同時ネット |
| 島根県・鳥取県 | 山陰中央テレビ(TSK)     | フジテレビ系列                               | 2013年6月24日 22:30 - 23:48 | 同時ネット |
| 岡山県・香川県 | 岡山放送(OHK)           | フジテレビ系列                               | 2013年6月24日 22:30 - 23:48 | 同時ネット |
| 広島県         | テレビ新広島(TSS)       | フジテレビ系列                               | 2013年6月24日 22:30 - 23:48 | 同時ネット |
| 愛媛県         | テレビ愛媛(EBC)         | フジテレビ系列                               | 2013年6月24日 22:30 - 23:48 | 同時ネット |
| 高知県         | 高知さんさんテレビ(KSS) | フジテレビ系列                               | 2013年6月24日 22:30 - 23:48 | 同時ネット |
| 福岡県         | テレビ西日本(TNC)       | フジテレビ系列                               | 2013年6月24日 22:30 - 23:48 | 同時ネット |
| 佐賀県         | サガテレビ(STS)         | フジテレビ系列                               | 2013年6月24日 22:30 - 23:48 | 同時ネット |
| 長崎県         | テレビ長崎(KTN)         | フジテレビ系列                               | 2013年6月24日 22:30 - 23:48 | 同時ネット |
| 熊本県         | テレビ熊本(TKU)         | フジテレビ系列                               | 2013年6月24日 22:30 - 23:48 | 同時ネット |
| 鹿児島県       | 鹿児島テレビ(KTS)       | フジテレビ系列                               | 2013年6月24日 22:30 - 23:48 | 同時ネット |
| 沖縄県         | 沖縄テレビ(OTV)         | フジテレビ系列                               | 2013年6月24日 22:30 - 23:48 | 同時ネット |
| 宮崎県         | テレビ宮崎(UMK)         | フジテレビ系列 日本テレビ系列 テレビ朝日系列 | 2013年8月8日 1:08 - 2:28    | 44日遅れ   |
| 山梨県         | テレビ山梨(UTY)         | TBS系列                                      | 2013年8月25日 14:00 - 15:24 | 62日遅れ   |

### 特別編(4.1)
| 放送対象地域   | 放送局                  | 系列                                         | 放送日時                   | 遅れ日数  |
| -------------- | ----------------------- | -------------------------------------------- | -------------------------- | --------- |
| 関東広域圏     | フジテレビ(CX)          | フジテレビ系列                               | 2013年9月14日 1:05 - 2:05  | 制作局    |
| 福岡県         | テレビ西日本(TNC)       | フジテレビ系列                               | 2013年9月30日 1:10 - 2:10  | 16日遅れ  |
| 新潟県         | 新潟総合テレビ(NST)     | フジテレビ系列                               | 2013年10月1日 0:35 - 1:35  | 17日遅れ  |
| 宮崎県         | テレビ宮崎(UMK)         | フジテレビ系列 日本テレビ系列 テレビ朝日系列 | 2013年10月10日 1:24 - 2:24 | 26日遅れ  |
| 岡山県・香川県 | 岡山放送(OHK)           | フジテレビ系列                               | 2013年10月13日 0:50 - 1:50 | 30日遅れ  |
| 島根県・鳥取県 | 山陰中央テレビ(TSK)     | フジテレビ系列                               | 2013年10月22日 0:55 - 1:55 | 38日遅れ  |
| 宮城県         | 仙台放送(OX)            | フジテレビ系列                               | 2013年10月26日 1:05 - 2:05 | 42日遅れ  |
| 長崎県         | テレビ長崎(KTN)         | フジテレビ系列                               | 2013年10月28日 0:25 - 1:25 | 44日遅れ  |
| 秋田県         | 秋田テレビ(AKT)         | フジテレビ系列                               | 2014年1月3日 9:00 - 10:00  | 112日遅れ |
| 岩手県         | 岩手めんこいテレビ(mit) | フジテレビ系列                               | 2014年1月5日 15:00 - 16:00 | 114日遅れ |

### 第5回
| 放送対象地域   | 放送局              | 系列                                         | 放送日時                  | 遅れ日数   |
| -------------- | ------------------- | -------------------------------------------- | ------------------------- | ---------- |
| 関東広域圏     | フジテレビ(CX)      | フジテレビ系列                               | 2014年3月8日 1:30 - 2:45  | 制作局     |
| 静岡県         | テレビ静岡(SUT)     | フジテレビ系列                               | 2014年3月8日 1:30 - 2:45  | 同時ネット |
| 中京広域圏     | 東海テレビ(THK)     | フジテレビ系列                               | 2014年3月8日 1:30 - 2:45  | 同時ネット |
| 島根県・鳥取県 | 山陰中央テレビ(TSK) | フジテレビ系列                               | 2014年3月8日 1:30 - 2:45  | 同時ネット |
| 広島県         | テレビ新広島(TSS)   | フジテレビ系列                               | 2014年3月24日 0:25 - 1:40 | 16日遅れ   |
| 宮崎県         | テレビ宮崎(UMK)     | フジテレビ系列 日本テレビ系列 テレビ朝日系列 | 2014年4月17日 1:04 - 2:19 | 40日遅れ   |
| 秋田県         | 秋田テレビ(AKT)     | フジテレビ系列                               | 2014年4月19日 0:50 - 2:05 | 42日遅れ   |
| 長野県         | 長野放送(NBS)       | フジテレビ系列                               | 2014年5月5日 1:10 - 2:25  | 58日遅れ   |

### 特別編(5.1)
| 放送対象地域 | 放送局          | 系列                                         | 放送日時                  | 遅れ日数 |
| ------------ | --------------- | -------------------------------------------- | ------------------------- | -------- |
| 関東広域圏   | フジテレビ(CX)  | フジテレビ系列                               | 2014年3月22日 1:35 - 2:35 | 制作局   |
| 宮崎県       | テレビ宮崎(UMK) | フジテレビ系列 日本テレビ系列 テレビ朝日系列 | 2014年4月24日 0:54 - 1:54 | 33日遅れ |

### 第6回
| 放送対象地域   | 放送局                  | 系列           | 放送日時                   | 遅れ日数   |
| -------------- | ----------------------- | -------------- | -------------------------- | ---------- |
| 関東広域圏     | フジテレビ(CX)          | フジテレビ系列 | 2014年10月8日 1:00 - 2:30  | 制作局     |
| 宮城県         | 仙台放送(OX)            | フジテレビ系列 | 2014年10月8日 1:00 - 2:30  | 同時ネット |
| 福島県         | 福島テレビ(FTV)         | フジテレビ系列 | 2014年10月8日 1:00 - 2:30  | 同時ネット |
| 長野県         | 長野放送(NBS)           | フジテレビ系列 | 2014年10月8日 1:00 - 2:30  | 同時ネット |
| 岡山県・香川県 | 岡山放送(OHK)           | フジテレビ系列 | 2014年10月8日 1:00 - 2:30  | 同時ネット |
| 広島県         | テレビ新広島(TSS)       | フジテレビ系列 | 2014年10月8日 1:00 - 2:30  | 同時ネット |
| 高知県         | 高知さんさんテレビ(KSS) | フジテレビ系列 | 2014年10月8日 1:00 - 2:30  | 同時ネット |
| 中京広域圏     | 東海テレビ (THK)        | フジテレビ系列 | 2014年10月22日 2:02 - 3:32 | 14日遅れ   |